# Fompedraza
Fompedraza es una localidad y municipio de la comarca de Campo de Peñafiel, en la provincia de Valladolid, comunidad autónoma de Castilla y León, España. Pertenece a la comarca de Campo de Peñafiel.

## Historia
En Carta arqueológica de España, Valladolid de los profesores Palol y Watenberg, se señala la existencia de un yacimiento neolítico con hallazgo de hachas de piedra pulimentada. A estas hachas de piedra, encontradas en la zona de los huertos, las gentes del pueblo las llamaban «piedras del rayo». La piedra no era la caliza blanca de la zona sino de un color gris.
En Arqueología vallisoletana, la tierra de campos y el sur del Duero  se señala el hallazgo de restos en la zona de La Solana.

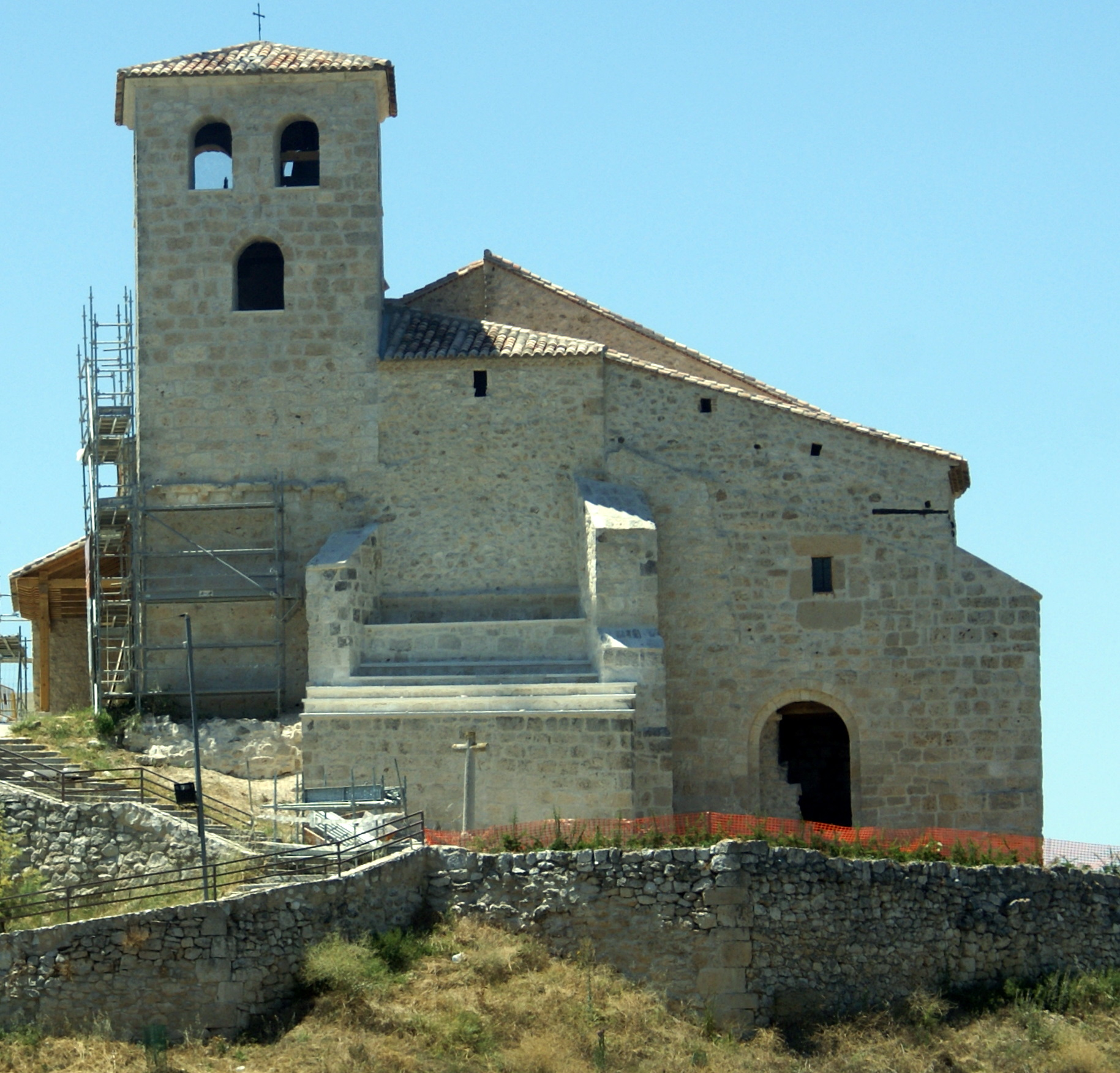
Iglesia de San Bartolomé.

Según Tomás Mañanes: «a partir de la repoblación de Roa (año 913) y hasta la repoblación de Sepúlveda (año 941) en el sector oriental de la provincia de Valladolid se desarrolla la repoblación de los lugares intermedios como Fompedraza (...)». 
El edificio de la iglesia dedicada a S. Bartolomé Apóstol, reconstruido varias veces, es originalmente del románico tardío, posiblemente del XII. Ningún otro edificio de interés hace sospechar siquiera que allí haya habitado más que gentes, que es posible se hayan conformado con sobrevivir en el pequeño valle. Lo inhóspito del páramo, en el que no hay una sola fuente, ni un abrigo, permite pensar que durante siglos solo haya servido, sin habitarlo, para pastar las ovejas. Los chozos de los pastores aún existieron en el siglo XX. 
Tampoco existe ninguna señal de la existencia de alguna ermita que es normal en la zona. Solo el topónimo de Santa María por bajo de la fuente, puede hacer pensar en algún otro lugar de culto.
En el deslinde entre los concejos de Cuellar y Peñafiel, ya se indica Fompedraza como término de Peñafiel en el siglo XII.
En 1426 los ejecutores testamentarios de D. Pedro Velázques, arcediano del Alcor, de la catedral de Palencia hacían efectiva la entrega al convento de San Juan de toda la heredad y casa con sus colmenas que poseía en la aldea de Fompedraza. Parte de esta heredad, un majuelo en Val de Espinar y un huerto, había sido comprado a Juan Delgado, vecino de Fompedraza el 17 de junio de 1412.
El 18 de febrero de 1447, por voluntad del príncipe D. Enrique (el futuro Enrique IV), Oreja, Padilla, Manzanillo, Molpeceres de Suso y de Yuso, Fompedraza, Canalejas y La Torre, que se llamaron desde entonces «las villas eximidas» se separaron de Peñafiel. Sin embargo se mantienen algunas relaciones con Peñafiel, entre las que están: poder vender el vino en Peñafiel, y el aprovechamiento común de aguas y pastos.
Después fueron entregados como señorío a su alférez, Payo de Ribera, que el 22 de enero de 1456 se las vende al marqués de Villena, D. Juan Pacheco por 700 000 maravedíes. Muy poco después D. Juan Pacheco se las vende a D. Alfonso Téllez Girón, conde de Urueña, por un millón de maravedíes y ya desde entonces quedan en poder de la casa de Osuna.
En 1447 los concejos de las villas eximidas y las Quintanillas, Langayo, Oreja, otros lugares del término de Peñafiel, no accedieron a recaudar ninguno de los derechos del convento de San Juan alegando que pertenecían al Infante D. Enrique, príncipe de Asturias, quien desde el año anterior era Señor de la Villa de Peñafiel por concesión del rey. No obstante el 6 de diciembre de 1447 el rey Juan II, se dirigió a los concejos de estas aldeas, en carta expedida en Peñafiel, para que pagasen al convento las rentas que les deben a pesar de que estos lugares habían sido donados por el rey a su hijo el Infante D. Enrique (el futuro Enrique IV).
En el repartimiento de la martiniega en 1490 por el escribano de Peñafiel Alfonso González que ascendió a 18 600 maravedíes le correspondieron a Fompedraza 765 maravedíes.
En 1595, según la relación de vecindario que hicieron los señores párrocos por mandato del rey y que comunicaron al obispo de Palencia, don Fernando Miguel de Prado, en Fompedraza existía una pila y 47 vecinos. Debe tenerse en cuenta que el significado de ‘vecino’ no es habitante sino el equivalente de familia.
Por decreto de 6 de agosto de 1811 las Cortes de Cádiz abolieron los señoríos, por lo que Fompedraza dejó de pertenecer al Duque de Osuna.
El Madoz dice de Fompedraza, (alrededor de 1850):

Villa con Ayuntamiento en la provincia, capitanía general y audiencia territorial de Valladolid, partido judicial de Peñafiel, diócesis de Palencia, situado en un valle sobre una pequeña colina circunvalada de cerros; la combate el viento N que hace su clima frío y propenso a tercianas. Tiene 60 casas, un pósito pío con 210 fanegas de centeno, hallandose en el mismo edificio la sala consistorial y cárcel; escuela de instrucción primaria concurrida por 16 alumnos, a cargo de un maestro dotado con 400 reales: una iglesia parroquial de primer ascenso (San Bartolomé) servida por un cura y un sacristán; hay una fuente con su pilón  de la que se sirve el vecindario para sus necesidades domésticas  y para abrevar los ganados; confina el término: N Peñafiel, E Canalejas, S Molpeceres y O Campaspero, el TERRENO es en general pedregoso y de mala calidad a excepción del valle que comprende unas 10 obradas y un prado que se riega con el sobrante de la fuente mencionada; CAMINOS: los locales de herradura y el que se dirige a Campaspero, por el cual pueden transitar carruajes: CORREO: se recibe y despacha en la administración de Peñafiel, por cualquiera de los vecinos que concurran al mercado. PRODUCCIÓN: centeno, avena, cebada, patatas, cáñamo, algunas legumbres y vino de inferior calidad; se cria ganado lanar. INDUSTRIA: la agrícola y dos telares de lienzos ordinarios. COMERCIO: exportación de algún sobrante de los frutos e importación de los artículos que faltan. POBLACIÓN 61 vecinos, 209 almas. CAPITAL PRODUCTIVO 190.000 reales. IMPUESTOS : 19.000 reales. CONTRIBUCIÓN 3.165 reales y 11 maravedíes. PRESUPUESTO MUNICIPAL: 960 reales, se cubre con el producto de varias tierras concejiles que llevan los vecinos en arrendamiento y en caso de déficit, por reparto vecinal.
Madoz, P. (1845-1850).

En la desamortización de Mendizábal, Bernabé de la Fuente, mediano agricultor, compró en el año 1844, en cuatro veces, en Fompedraza, 18 ha de terreno rústico en 33 parcelas, por las que pagó 8051 reales a pesar de estar tasadas en 7113 reales. Asimismo compró dos fincas urbanas por su precio de tasación de 2790 reales en el mismo año. Sebastián Veganzones compró una casa en su precio de tasación de 420 reales.
La carretera de Peñafiel a Cuellar se construyó después de 1869. La construcción de la carretera de Peñafiel a Cuellar y la llegada del ferrocarril a Peñafiel convirtieron a Fompedraza en un lugar de paso, ya que anteriormente el paso de Peñafiel a Cuellar se hacía a través de Molpeceres por el camino real. 

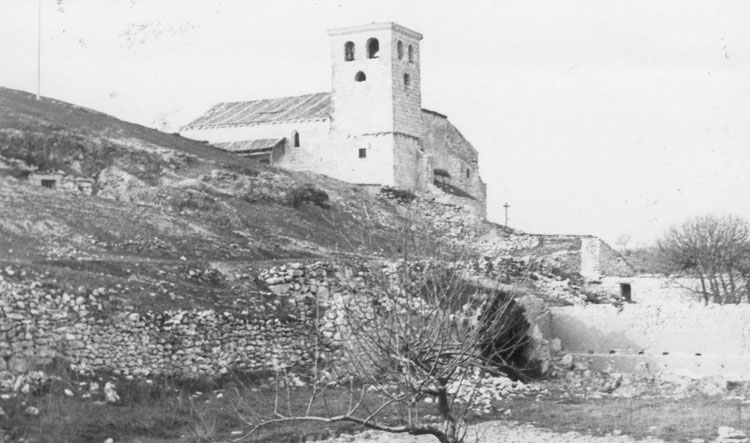
la iglesia a principios del.

Al quedar en ruinas el edificio del viejo ayuntamiento la escuela estuvo situada en la calle del Rosario, 11, por lo que el traslado desde el antiguo debió ocurrir alrededor del comienzo del siglo XX, ya que en 1915 la escuela de niños y niñas estaba allí a cargo de Dª Felicitas. Al trasladarse la escuela al nuevo edificio, esta casa quedó como domicilio de la maestra de niñas.
La fuente que da nombra al pueblo, «fuente de pedraza» (‘piedra grande’), estuvo dando agua hasta 1925. En esta fecha se construyó la fuente de los caños, tomando el agua desde el manantial de la piedra grande, situado al pie de la roca que se localizaba bajo la carretera y sobre la fuente de los caños. También en 1925 se inauguró el nuevo edificio del ayuntamiento, siendo los quintos de 1925 los últimos que se tallaron en el viejo edificio situado en la calle Real, donde en 1920 todavía estaban los grillos de sujetar los pies a los presos de la cárcel.
Después el ayuntamiento construyó una nueva escuela con dos aulas separadas para niños y niñas a la que concurrían en 1945 más de 50 alumnos. Esta escuela fue construida en parte con los beneficios que el ayuntamiento obtuvo como contratista en la construcción de la carretera de Fompedraza a Canalejas. 
En la Guerra Civil no falleció ningún nacido en este pueblo, gracias a la intervención del entonces alcalde, Melquiades de la Fuente, que no dejó actuar a las milicias extremistas de Peñafiel. Sin embargo su hijo Isaías de la Fuente pereció ahogado en el Mediterráneo a los pocos días de finalizar la contienda.
Hasta la firma del concordato de 1953 con la Santa Sede, Fompedraza pertenecía a la Diócesis de Palencia.
En la década de los sesenta se produjo un notable incremento de la emigración, sobre todo a Barcelona y Bilbao. A finales de esta década, la realización de la concentración parcelaria y la perforación de algunos pozos que transformaron parte del páramo en regadío, contribuyó a estabilizar la población.
Al comienzo del siglo XXI, la inclusión del término municipal en la denominación de origen (D.O.) Ribera del Duero ha hecho que se hayan creado tres bodegas por iniciativa de personas de la localidad: Bodegas Briego por los Hermanos Benito Hernando; otra por los Hermanos Benito Alonso, que ha sido adquirida por el grupo catalán Torres; y en septiembre de 2007, inició su actividad Bodegas Veganzones, a iniciativa de los hermanos con el mismo apellido. Por lo que en 2008 eran tres las bodegas con D.O. inscritas en Fompedraza.

## Geografía humana

### Demografía
Cuenta con una población de 111 habitantes (INE 2024).
| Gráfica de evolución demográfica de Fompedraza entre 1842 y 2021                                                      |
| |
| Población de derecho según los censos de población del INE. Población de hecho según los censos de población del INE. |

| 155           | 145 | 143 | 143 | 148 | 133 | 138 | 124 | 127 | 109 |
| (Fuente: INE) |     |     |     |     |     |     |     |     |     |

## Cultura

### Enterramientos
Hasta la Real cédula de Carlos III en 1787, los enterramientos se hacían en las iglesias. Esta real cédula, que tardó mucho tiempo en obedecerse, obligó a hacer los cementerios en lugar alejado de la población, como medida higiénica. En este caso, como la iglesia estaba fuera del pueblo, el cementerio se construyó, y sigue actualmente, adosado a la iglesia. Hasta las últimas décadas del siglo XX, solo había un sepulcro cercado y con losa, alguna cruz a la cabecera de alguna fosa y una losa, colocada hoy en el suelo del atrio de la iglesia («el tejadillo»). Las fosas iban rotando y la superficie del cementerio era bastante para cumplir con el fin de enterrar a los muertos. Después comenzó la costumbre de construir panteones y columbarios.
No existía enterrador, pero siempre se ha cumplido una ley no escrita de que cuando alguien moría, eran los dos vecinos, uno de cada lado de su casa, los que tenían la obligación de hacer la fosa. 
En la iglesia de Fompedraza estaban las sepulturas, como era habitual, bajo el piso, cerradas con tres losas, agujereada la del centro. A mediados del siglo XX aún estaba en la sacristía un hierro en ángulo recto con un agujero en un extremo y afilado el otro, que servía para levantar la losa del centro, introduciéndolo en el agujero y apalancado hacia atrás. Las otras losas se levantaban con facilidad una vez levantada la central. 
Hasta las nuevas normas del Concilio Vaticano II, las mujeres, cubiertas con el velo, se colocaban en la iglesia en la nave central, y agrupadas por familias, teniendo cada familia su mobiliario, banquillas, sillas o taburetes y, sobre todo, el hachero, mueble en que se colocaban las velas y hachas de cera con las que se honraba a los muertos de cada familia, encendiéndolas en las ceremonias religiosas, sobre todo si el muerto era reciente. 
El sitio en el que por costumbre se colocaba cada familia se llamaba ‘sepultura’. Posiblemente se denominara así por ser el lugar en que anteriormente estaban enterrados los miembros de la familia. Sin embargo a pesar de que la sociedad era machista, la herencia de la sepultura era matriarcal. Las mujeres aún después de casadas se colocaban en la sepultura de sus madres.

### Celebraciones religiosas
Ha desaparecido una parte de la liturgia de las celebraciones religiosas entre las que se pueden señalar: 
- San Marcos, 25 de abril. La bendición de los campos que se hacía saliendo el pueblo en procesión y pidiendo el agua tan necesaria en estos secanos.

- Sábado de Gloria, se recogía el agua recién bendecida en vasijas que se llevaban a casa para tener el agua bendita para cualquier ocasión. En el momento que las esquilas de la misa de este día estaban tocando a Gloria se salía fuera de la Iglesia a recoger cinco piedrecitas que se sumergían en el agua bendita y servían para desactivar la nube del verano que amenazaba con el granizo que asolaba las cosechas. Ante la nube se tiraban estas piedrecitas invocando «Señor que sea agua clarita».

- Pascua de Resurrección, se festejaba por las cuadrillas de chicos y mozos haciendo la limonada y enramando las ventanas de las mozas y saliendo por la mañana a «pedir las rosquillas», con las que las madres de las chicas debían obsequiar a los chicos.

- La Letanías en las procesiones en las mañanas de lunes, martes y miércoles anteriores al jueves de la Ascensión, a los tres lugares diferentes del campo en las que se recitaban las letanías de los Santos.

- Las fiestas locales:  las Candelas el dos de febrero y San Bartolomé Apóstol el 24 de agosto con los bailes de las jotas delante de la imagen del santo amenizadas por los músicos que actuarían después en los bailes profanos.

- Otras fiestas litúrgicas: el Corpus, San Antonio, la Virgen del Rosario, con procesiones pero sin bailes porque no había músicos.

- Las novenas: en los días anteriores a la festividad de los santos: San Antonio, San Roque, San José.

- El Miserere: los miércoles de cuaresma.

- Las subastas: del honor de portar las andas de San Antonio en su entrada a la Iglesia y de subir el santo a su trono, para lo que la imagen era de pequeño tamaño. La Cofradía de San Antonio era propietaria de unas ovejas que tenía arrendadas «a renuevo» a algún pastor. El contrato de a renuevo consistía en que cuando finalizaba el contrato de arrendamiento el pastor debía de entregar a la cofradía el mismo número de cabezas pero con la edad de cuando las recibió.

- El recibimiento de las madres en la entrada de la iglesia cuarenta días después de haber dado a luz.

- La ofrenda al cura párroco de panes especiales en bodas y bautizos.

- Las prosas: en los entierros, en el camino desde la casa del difunto hasta la iglesia, se hacían tres paradas en las que se rezaba un responso por el alma del difunto, antes de la misa corpore insepulto.

- La Noche de Animas: en la noche del 1 de noviembre, los mozos del pueblo, después de haber recorrido el pueblo pidiendo una limosna para las ánimas del purgatorio, pasaban la noche en el campanario doblando las campanas con el toque de difuntos, hasta el amanecer del 2 de noviembre, día en que la Iglesia católica conmemora a todos los fieles difuntos.

### Festividades
La diferencia más notable entre los domingos y días festivos y «las fiestas», que siempre eran dos días, era que en las fiestas se contrataba a los músicos para animar las calles. Otra diferencia es que siempre acudía algún feriante: fijos los almendreros que a la vez eran los banqueros del juego del bote, y vendedores de caramelos o helados; en alguna ocasión fotógrafos o industriales provistos de una carabina de aire comprimido y unas flecha para el tiro al blanco.
Era el día de estrenar las ropas nuevas.
El programa normal de los músicos el primer día era:
1. la actuación en la procesión, durante la danza que seguía a la misa mayor;
2. la sesión de baile de la tarde en la plaza;
3. la velada (sesíón de baile después de cenar).

El segundo día la diferencia más importante era la alborada, recorriendo las calles haciendo paradas a las puertas de las casas de las mozas para recogerlas y llegar hasta la plaza bailando, después el programa era similar salvo que como la misa era por los difuntos de la parroquia, no se hacía procesión ni danza celebrándose el baile en la plaza antes de comer, por la tarde y la última velada. 
Hasta tiempos recientes, alrededor de 1960, los músicos los pagaban los «mozos de baile». Como no había restaurante a los músicos se les daba de comer y cenar en las casas de los mozos. Las cenas y comidas no eran de balde pues se valoraba cada comida y el mozo que había llevado músicos a comer a su casa se le descontaba de su cuota la cantidad estipulada. Hubo un momento en que el Ayuntamiento daba una ayuda a los mozos, y a medida que la emigración produjo la disminución de jóvenes fue aumentando la ayuda, hasta el momento en que todo el gasto pasó al Ayuntamiento. La llegada y la vuelta de los músicos era por su propia cuenta, casi siempre a pie.  
Si los mozos pagaban el baile, tenían derecho a bailar, y como normalmente el número de mozos superaba a las mozas existía lo que se llamaba «el favor» que consistía que cuando una pareja estaba bailando, podía llegar un mozo que diciendo «¿haces el favor?» deshacía la pareja ya que el mozo que estaba bailando debía dejar a su pareja, ocupando su lugar el que había pedido «el favor». Si el favor se negaba, y debía de ser la moza la que lo hiciera, era claro que la pareja eran novios o lo eran desde aquel momento. En el intermedio de los bailes la pareja podía seguir paseando y ahí no existía el «favor». Seguir paseando sin comenzar a bailar era la forma de iniciar una relación, sin haberla formalizado.

### Pagos en especie
Otros servicios eran pagados en especie. El cereal y sobre todo el trigo era el valor más importante, pues era la forma de asegurar el pan y además era fácilmente vendible. Al final de la recolección un carro al servicio de cada profesional, recorría las calles del pueblo, provisto el personal de la medida de la media fanega y sacos donde envasar el trigo. Cobraban así los siguientes:
- El médico: no existía la seguridad social y normalmente al médico se le hacía un pago fijo «la iguala» por atender cuando se le necesitara.

- El veterinario, al igual que el médico cobraba la iguala por atender al ganado de trabajo: burros, mulos o caballos, sobre todo.

- El boticario. Esta iguala correspondía a disponer del servicio de farmacia y a un grupo de las medicinas más corrientes. Había muy pocas medicinas fabricadas, casi siempre eran las fórmulas magistrales que preparaba el boticario según la receta del médico o del veterinario, que podía indicar si había que llevar un frasco, grande o pequeño, o una caja, etc.

- El Sr. Cura Párroco. Por el servicio de las «recomendaciones». Consistían éstas en el rezo de una oración en la misa todos los domingos del año por cada difunto recomendado.

- El herrador que colocaba las herraduras y cuidaba al ganado de trabajo bajo la dirección del veterinario.

- El herrero que aguzaba y calzaba las rejas de los arados.

- El barbero al que nunca se le llamaba peluquero, por el servicio de afeitar una vez en semana, generalmente los sábados a los mozos y hombres de barba. Los cortes de pelo se cobraban en metálico, con lo que el barbero disponía de algo de dinero.

### Propiedades del común
A mediados del siglo XX aún quedaban restos de propiedades de común aprovechamiento de los pueblos de Castilla. 
El Prado
Por el centro bajaba el Arroyo de Fompedraza que desviado por encima de su cauce normal regaba una parte de sus 4 ha. Se aprovechaba para pastar, los domingos y festivos de primavera, el ganado de trabajo, mulos (siempre se les llamó machos), asnos y caballos que vigilaba un «vaquero» contratado por el Ayuntamiento. El ganado pasaba el día en el prado y antes de anochecer volvía al pueblo.
El Pradillo
Sus 5 ha se roturaron a principios del siglo XX y se repartió en «suertes», lotes que se adjudicaron a los vecinos casados, cuando un vecino dejaba la suerte se adjudicaba a los matrimonios jóvenes. Era una pequeña parcela pero nunca se quedaron sin aprovechar.

## Símbolos
En el año 2015, el ayuntamiento de Fompedraza estrenó una bandera y un escudo con los siguientes descriptivos:

- Escudo : de forma española de tres cuarteles, el superior con la cara del Infante Son Juan Manuel de artesanado mudéjar que apareció en la Iglesia Parroquial de Fompedraza sobre fondo dorado. Abajo cuartel inferior izquierdo representando manantial brotando de rocas y que da origen al nombre del municipio, Fuente de Piedra en tonos azul y gris. Cuartel inferior derecho un racimo de uva tinta y hoja de parra verde sobre fondo blanco representa la tradición vinícola del municipio, perteneciente a la denominación de origen Ribera de Duero. Al timbre, corona real de España.
- Bandera : de dimensiones 1:2, rojo carmesí (o gules), en el fondo figura el escudo del municipio anteriormente descrito."

Boletín Oficial de la Provincia de Valladolid)